# Honschaft Gräfrath
Die Honschaft Gräfrath war im Mittelalter und der Neuzeit eine Honschaft im Kirchspiel und Gerichtsbezirk Wald innerhalb des bergischen Amts Solingen. Sie umfasste die Freiheit Gräfrath und deren ländliche Außenbürgerschaft auf heutigem Solinger Stadtgebiet.
Die Honschaft bestand bereits um das Jahr 1220, als Graf Engelbert von Berg seine Grafschaft Berg in Gerichtsbezirke aufteilte. Die Honschaft Gräfrath war bereits zu dieser Zeit eine von acht Honschaften des Kirchspiels Wald, das zugleich ab dieser Zeit einen Gerichtsbezirk bildete.
Nach Ende der französischen Besetzung zu Beginn des 19. Jahrhunderts und Auflösung des Großherzogtums Berg 1815 wurde die Honschaft Gräfrath – unter Beibehaltung der von den Franzosen durchgeführten kommunalen Neugliederung des Herzogtums – schließlich als Landgemeinde der Bürgermeisterei Gräfrath im Kreis Solingen des Regierungsbezirks Düsseldorf innerhalb der preußischen Rheinprovinz zugeordnet und war damit bis in das 19. Jahrhundert eine der untersten bergischen Verwaltungseinheiten. Dabei wurden von den Franzosen in Randbereichen 1807 Umgliederungen vorgenommen. So kamen die Wohnplätze Im Vogelsang und Am Hahnenhaus zur Honschaft Scheid der Bürgermeisterei Wald.
Laut der Statistik und Topographie des Regierungsbezirks Düsseldorf von 1832 gehörten zu der Honschaft folgende Ortschaften und Wohnplätze (originale Schreibweise): Gräfrath, Bandesmühle, Bergerbrühl, Egidius Klusen, Dyck, Grünewald, Grund, Heiderhof, Layken, Mühlenbusch, Piepersberg, Steinenhaus, Tummelhaus und Ziegelfeld.
Zu dieser Zeit gab es zwei Kirchen, sieben öffentliche Gebäude, 179 Wohnhäuser, 23 Mühlen bzw. Fabriken und 102 landwirtschaftliche Gebäude. Es lebten 1.600 Einwohner in der Honschaft, davon 526 katholischen, 1.040 evangelischen und 34 jüdischen Glaubens.
Mit der Erhebung der Bürgermeisterei Gräfrath 1856 zur Stadt entfielen die Honschaften als Verwaltungseinheit. 